# Aborto en Navarra
El aborto en la Comunidad Foral de Navarra, también conocido como Interrupción voluntaria del embarazo (IVE),es legal. La legislación sobre el aborto se elabora a nivel nacional en España, y el aborto fue despenalizado en 1985, con importantes reformas en 2010. Cada región está a cargo de crear su propio sistema para la implementación de la ley en la sanidad pública, existiendo diferencias de una región a otra.
Después de que el aborto se legalizara en 1985, en Navarra los procedimientos de IVE se realizaban en un hospital público, pero los activistas antiaborto efectivamente impidieron que los servicios de sanidad públicos y privados realizaran abortos entre 1990 y 2010. Un cambio en la ley nacional en 2010 dio como resultado que la sanidad pública apoyara los procedimientos de IVE a partir de ese año proporcionando derivaciones y financiamiento a clínicas en otras regiones, y proporcionando viáticos y gastos de viaje a las mujeres derivadas a través de la salud pública para obtener un procedimiento de IVE. Un hospital público finalmente comenzó a brindar servicios para abortar a partir de 2012. La falta de acceso significaba que las mujeres viajaban a menudo a otras regiones para abortar, como el País Vasco, Aragón o Madrid.
Durante la mayor parte de la historia de la región, el aborto ha sido ilegal. Este se remonta a la época visigoda, y continuó durante la dictadura de Franco, cuando tanto el aborto como el control de la natalidad se volvieron ilegales. Durante el franquismo hubo procesamientos esporádicos en Navarra de mujeres por abortar. Los activistas contra los derechos del aborto fueron muy influyentes en relación con la política del aborto a finales de los años 1980 y 1990. A veces fueron respondidos por feministas que apoyaban el derecho al aborto. Durante el periodo de José María Aznar, hubo sentencias judiciales regionales, leyes regionales y convenios colectivos regionales que hacían referencia al aborto. Las reformas de José Luis Rodríguez Zapatero a la ley en 2010 supusieron cambios importantes en la forma en que se prestaban los servicios para abortar en Navarra.

## Contexto nacional
Históricamente, el acceso al aborto en España ha dependido del dominio masculino sobre las mujeres y sus actividades reproductivas. El aborto se ha utilizado como un medio para afirmar el control no sólo sobre los cuerpos y la sexualidad de las mujeres, sino también para hacer cumplir las normas culturales de género y los ideales patriarcales en la sociedad en general. Si bien el aborto se utilizó como forma de control de la natalidad en España en el pasado, demógrafos y sociólogos españoles han dicho que no se utiliza de esa manera en la España contemporánea.
El aborto legal es importante porque reduce las muertes entre mujeres por complicaciones del embarazo y reduce la mortalidad infantil. En España, a mediados de la década de 1970, los abortos ilegales eran una causa importante de muerte entre mujeres de entre quince y cuarenta y nueve años. El control de la natalidad tiene una tasa de mortalidad femenina mucho más baja que los abortos, y es mucho más baja que la mortalidad femenina en España por abortos ilegales.

### Historia nacional
El Liber Iudiciorum fue una recopilación de leyes visigodas del rey Recesvinto que se promulgó en el año 654. Mencionaba el aborto, el infanticidio y el homicidio en el Libro VI. La pena para quienes provocaban abortos era la muerte. En aquella época, los visigodos controlaban casi toda la actual España, Portugal y Ceuta.
La ley en España fue modificada el 24 de enero de 1941 para caracterizar el aborto como un crimen contra el Estado. Esta ley lee en parte: “La política demográfica es una de las preocupaciones fundamentales de nuestro Estado. No se concibe una política demográfica eficaz sin abordar el problema de los miles y miles de vidas que se frustran antes de nacer, por maniobras criminales. Así lo dice la experiencia y el asesoramiento de los técnicos a través de Entidades científicas competentes. El estrago harto acusado en tiempos anteriores como consecuencia de un sentido materialista de la vida, adquirieron caracteres de escándalo durante el régimen republicano, agudizándose aún más escandalosamente en aquellas zonas sometidas a la dominación del Frente Popular. El Gobierno, consciente de su responsabilidad, decide combatir el crimen social que el aborto provocado representa y que impide que nazcan muchos miles de españoles anualmente.”
El control de la natalidad fue ilegal en toda España durante el período franquista. En 1975 en España, la tasa de mortalidad femenina durante el embarazo era de 23 por 100.000 mujeres, una tasa similar a la de otros países occidentales industrializados donde el aborto era ilegal.El aborto fue despenalizado en el Código Penal por primera vez en todo el territorio español en 1985 en tres supuestos: por motivos terapéuticos, por motivos eugenésicos y en caso de violación previa denuncia policial. El aborto sólo era legal en estos casos antes de la semana 22, semana 22 y semana 12 respectivamente. La ley de 1985 exigía que cada vez que un centro de salud realizara un aborto, debía informarse al Ministerio de Sanidad. Los datos que se debían reportar incluían la provincia donde se realizó el aborto y la provincia donde residía la mujer que abortó. Si bien el aborto fue despenalizado en 1985, no se convirtió en un servicio ofrecido por la sanidad pública hasta un cambio en la ley en 2010. Como resultado, durante este período entre 1985 y 2010, casi todos los abortos se realizaron en clínicas privadas y el precio por una interrupción voluntaria del embarazo rondaba las 30.000 pesetas.
La Ley de Salud Sexual y Reproductiva y de Interrupción Voluntaria del Embarazo fue reformada en mayo de 2022 de diferentes maneras. Se abordó específicamente la falta de centros, especialmente públicos, que prestaran servicios para la interrupción voluntaria del embarazo, en provincias que no tenían ninguna y exigían que las mujeres de esas provincias viajaran a otras provincias u otras regiones para poder acceder ese servicio. También se quiso proteger a las mujeres que acudían a centros de salud para someterse a procedimientos de IVE del acoso de activistas antiaborto.
En febrero de 2023, el Tribunal Constitucional confirmó la ley de 2010 que permitía a las mujeres abortar mediante petición gratuita durante las primeras catorce semanas de su embarazo. El caso fue llevado originalmente a los tribunales por el Partido Popular en 2010, después de que el PSOE aclarara y liberalizara las leyes sobre el aborto.

### Situación jurídica
La legislación sobre el aborto se modificó en 2010 para permitir a las mujeres abortar libremente hasta la decimocuarta semana de embarazo sin justificación. Desde la semana catorce a la veintiuna, sólo se podrá practicar un aborto si existe una razón médica para ello, como por ejemplo que la madre esté en riesgo. A partir de la semana veintidós, sólo se podrán realizar abortos si se detectan anomalías fetales que sean incompatibles con la vida fuera del útero. Así lo confirmó el Tribunal Constitucional en febrero de 2023.
En España se apoya que los servicios de interrupción voluntaria del embarazo en la sanidad pública sean gratuitos. Esto incluye los servicios prestados en clínicas privadas tras derivaciones de médicos de la sanidad pública. Esto se debe a que estos costes los cubre la sanidad pública autonómica bajo la dirección del Sistema Nacional de Salud de España. Sin embargo, la implementación de las leyes sobre el aborto se deja en gran medida en manos de las regiones y sus organismos de salud.

## Centros públicos y privados
Los abortos se realizaban en un hospital público a finales de los años 1980. Luego el proceso se detuvo en los hospitales públicos durante muchos años como resultado de la presión de grupos antiaborto. En 2010, el gobierno de UPN siguió haciendo de Navarra una de las únicas regiones de España que no ofrecía servicios para abortar a través de la sanidad pública o privada. Para compensar esto, la provincia proporcionó viáticos y gastos de viaje a las mujeres derivadas a través de la sanidad pública para realizarse un procedimiento de IVE, además de cubrir los costos de viaje de un acompañante y el costo del procedimiento en una clínica privada. La ley tuvo un efecto inmediato para las mujeres que solicitaban abortos a través de la salud pública. En julio de 2009, cinco mujeres solicitaron derivación para procedimientos de IVE en la Sanidad Pública de Navarra. En julio de 2010, fueron setenta y cinco mujeres las que solicitaron derivaciones desde la sanidad pública. Sólo en 2012, tras haber cesado en 1990 como consecuencia de la presión de los activistas antiabortistas, los hospitales públicos de Navarra volvieron a realizar procedimientos de IVE.
En 2005, la región no contaba con ningún centro de salud público acreditado que realizara abortos. Incluso cuando un hospital de salud pública estaba oficialmente acreditado para poder realizar IVE, muchos carecían de médicos para realizar el procedimiento y la región ni siquiera tenía un protocolo relacionado con el aborto para el personal médico en los centros de salud públicos. No había financiación pública para las mujeres que utilizaban la sanidad pública. A pesar de la falta de acceso a las interrupciones voluntarias del embarazo, el 64% de las mujeres en Navarra conocieron sus opciones de aborto en un centro de salud público en 2009, en comparación con el promedio nacional del 43%. Ese año, había un centro de salud pública que realizaba abortos. En 2014 continuaba existiendo un centro de salud pública que realizaba procedimientos de IVE. En 2014, hubo 884 solicitudes de abortos para realizar IVE en hospitales públicos, con un aumento del 8% en 2015 cuando se realizaron 915 solicitudes de este tipo. En 2021 se realizaron más interrupciones voluntarias de embarazos en clínicas privadas de la región que en públicas. Esto reflejó tendencias nacionales más amplias. Sólo el 30% de los abortos en la región se realizaron en centros de salud públicos. En 2022, había seis centros acreditados en la sanidad pública.
Las mujeres de Navarra a menudo han tenido que viajar a otras regiones para abortar. En 1996 se realizaron en Andalucía 7.217 abortos. Dos de ellos implicaban a residentes de Navarra. En 2005, las mujeres navarras que necesitaban un aborto tuvieron que viajar cientos de kilómetros, en algunos casos hasta el País Vasco, Aragón o Madrid. Entre las mujeres que en 2006 abortaron en Zaragoza, la mayoría de las nacidas en el extranjero, iberoamericanas, subsaharianas, magrebíes y europeas, y las de España eran de La Rioja y Navarra. A raíz de los cambios en la ley en 2010, la sanidad pública de Navarra firmó acuerdos con clínicas de otras regiones para proporcionar procedimientos de IVE a sus residentes. 46 tuvieron lugar en San Sebastián, cuarenta y tres en una clínica de Zaragoza y ocho tuvieron lugar en una clínica de Madrid. Ese año, cuarenta y seis mujeres, el 47,4% del total, que acudieron a la sanidad pública de Navarra para abortar lo hicieron en la Clínica Askabide de San Sebastián, mientras que cuarenta y tres acudieron a una clínica de Zaragoza y ocho a una clínica en Madrid. En el período comprendido entre 2019 y 2022, la región afirmó que no derivaban a mujeres de la sanidad pública a otras regiones para realizarse un trámite de IVE. De 2019 a 2022, las mujeres de La Rioja que solicitaron un aborto en la sanidad pública fueron derivadas a clínicas de Navarra o Zaragoza.
Históricamente no ha habido muchas clínicas privadas para IVE en Navarra, y dichas clínicas cerraron a finales de los años 1980 y 1990 debido a los activistas contra los derechos del aborto. En 2005 no existían clínicas privadas. En 2009 había una clínica privada. De 2012 a 2014, los activistas antiabortistas en Navarra atacaron con frecuencia clínicas de la región que realizaban procedimientos de IVE. En 2014 no había clínicas privadas autorizadas. En toda España, en 2018, el coste de un aborto en una clínica privada oscilaba entre 300 y 500 euros. En 2022 existía una clínica privada autorizada en Navarra.

## Evolución en Navarra

### España Franquista (1939 – 1975)

#### Enjuiciamiento del aborto
Durante los últimos cinco años de dictadura, el aborto fue perseguido de forma muy esporádica en Navarra. En comparación con otras regiones sin provincias, sólo Islas Baleares y La Rioja tuvieron menos sumarios de Instrucción incoados por el delito de aborto en el periodo comprendido entre 1971 y 1975. Para los sumarios de Emergencia, Ordinarios y otros del Título IV de la Ley de Enjuiciamiento Criminal por el delito de aborto durante el mismo período, sólo La Rioja contó con pocos sumarios.
| Ubicación      | Ubicación      | Años | Años | Años | Años | Años | Años            |
| Provincia      | Región         | 1971 | 1972 | 1973 | 1974 | 1975 | Total provincia |
| -------------- | -------------- | ---- | ---- | ---- | ---- | ---- | --------------- |
| Asturias       | Asturias       | 8    | 4    | 54   | 1    | 92   | 159             |
| Islas Baleares | Islas Baleares | 0    | 1    | 0    | 0    | 0    | 1               |
| Santander      | Cantabria      | 1    | 4    | 2    | 0    | 0    | 7               |
| Logroño        | La Rioja       | 0    | 0    | 0    | 3    | 0    | 3               |
| Madrid         | Madrid         | 13   | 18   | 15   | 16   | 13   | 75              |
| Murcia         | Murcia         | 2    | 4    | 2    | 0    | 0    | 8               |
| Navarra        | Navarra        | 0    | 0    | 3    | 2    | 0    | 5               |
| España         | España         | 90   | 110  | 147  | 82   | 173  | 605             |

| Ubicación      | Ubicación      | Años | Años | Años | Años | Años | Años            |
| Provincia      | Región         | 1971 | 1972 | 1973 | 1974 | 1975 | Total provincia |
| -------------- | -------------- | ---- | ---- | ---- | ---- | ---- | --------------- |
| Asturias       | Asturias       | 13   | 13   | 11   | 7    | 6    | 50              |
| Islas Baleares | Islas Baleares | 1    | 4    | 4    | 10   | 1    | 20              |
| Santander      | Cantabria      | 2    | 0    | 0    | 1    | 2    | 5               |
| Logroño        | La Rioja       | 1    | 0    | 0    | 0    | 1    | 2               |
| Madrid         | Madrid         | 18   | 22   | 14   | 16   | 14   | 84              |
| Murcia         | Murcia         | 3    | 25   | 6    | 4    | 0    | 38              |
| Navarra        | Navarra        | 0    | 1    | 1    | 1    | 0    | 3               |
| España         | España         | 122  | 157  | 145  | 112  | 66   | 602             |

### Transición española (1975 – 1982)
El Presidente del Gobierno de Navarra fue de Unión de Centro Democrático de 1979 a 1984. Hubo una manifestación el 26 de mayo de 1981 de las feministas en Pamplona contra el cierre del Centro de Planificación Familiar “Andraize” de la ciudad.
En noviembre de 1979 se llevó a cabo una encuesta de opinión pública, seguida en diciembre de 1979 por el Centro de Estudios Constitucionales. Se preguntó: "¿Crees que debería permitirse el aborto en España?" se preguntó en la encuesta de diciembre de. Del total de 390 encuestados nacionales de Asturias, Cantabria, Navarra, las dos Castillas, Aragón, Islas Baleares, Murcia, Valencia, Extremadura y La Rioja que estaban agrupados en lugar de por su propia región, el 29% dijo que no. El 38% dijo que sí si había peligro para la vida de la madre, el 12% dijo que si había alguna anomalía fetal, el 14% dijo que sí por libre decisión y el 7% no respondió. La encuesta también preguntaba: "¿Está usted a favor o en contra de que se legalice el aborto en España?". Del total de 390 encuestados en la encuesta nacional de Asturias, Cantabria, Navarra, las dos Castillas, Aragón, las Islas Baleares, Murcia, Valencia, Extremadura y La Rioja que estaban agrupados en lugar de por su propia región, el 19% dijo que a favor, el 68% dijo estar en contra, el 9% no sabía y el 5% no quiso responder. Esto se compara con los totales nacionales donde el 27% dijo estar a favor, el 60% se opuso, el 8% no sabía y el 5% no respondió.

#### Estadísticas
En 1978, entre las mujeres casadas del País Vasco, Navarra y Aragón, el 43% nunca había utilizado métodos anticonceptivos y el 84% no tenía hijos.

### Felipe González (1982 – 1996)
Tras la reordenación territorial que se inició durante la transición democrática y que finalizó en 1984, el presidente del gobierno fue el presidente de la Diputación Foral de Navarra. El primer partido en ocupar la presidencia regional en este período fue el Partido Demócrata Popular, pero sólo estuvo en el poder un par de meses. Posteriormente, el Partido Socialista de Navarra estuvo en el poder de 1984 a 1991. Juan Cruz Alli Aranguren de UPN fue Presidente de la Diputación Foral de Navarra desde 1991 hasta 1995. El Partido Socialista de Navarra regresó al poder en la región durante dos años, en 1995 y 1996, en coalición con CDN y Eusko Alkartasuna.
En 1989, los activistas y organizaciones antiaborto en Navarra denunciaron a profesionales de la salud en Pamplona por realizar una IVE en un hospital público. Presionaron con éxito al gobierno de Navarra para que dejara oficialmente de realizar estos procedimientos en los hospitales públicos de la región y lograron efectivamente detener los abortos legales.
En enero de 1990 se inició un juicio contra un ginecólogo de Pamplona por practicar un aborto. También enfrentaron cargos dos ginecólogos que realizaron informes relacionados con el aborto, el presidente de la comisión evaluadora y el director del centro de salud donde se realizó la interrupción voluntaria del embarazo, además de a la mujer que se había practicado el aborto. Acción Familiar había presentado la denuncia ante la Fiscalía, alegando que una radiografía realizada a la mujer en la quinta semana de embarazo había mostrado la malformación del feto, por lo que la mujer acudió a un ginecólogo para realizar una interrupción voluntaria de su embarazo unas semanas después. La Federación de Mujeres Flora Tristán, con sede en Madrid, llevó a cabo una campaña en enero de 1990 en apoyo a tres ginecólogos acusados de practicar abortos ilegales en Pamplona. Junto a otras organizaciones feministas, enviaron cartas al Ministerio de Justicia, al juez de la Audiencia Territorial de Pamplona, al Instituto de la Mujer y al Ministerio de Asuntos Sociales.

#### Legalización del aborto en 1985 e implicaciones para Navarra
El aborto fue despenalizado en el Código Penal por primera vez en todo el territorio español en 1985 en tres supuestos: por motivos terapéuticos, por motivos eugenésicos y en caso de violación previa denuncia policial. El aborto sólo era legal en estos casos antes de la semana 22, semana 22 y semana 12 respectivamente.
En 1986, la Coordinadora Estatal de Organizaciones Feministas organizó una campaña denominada "Estamos haciendo abortos", durante la cual se realizaron abortos públicamente incluso en Pamplona para denunciar los límites de la ley de 1985.

#### Estadísticas
Los investigadores y el gobierno sabían que había un subregistro del número de abortos que tuvieron lugar en España en 1990. El subregistro en Navarra y Andalucía fue el más extremo, con estadísticas oficiales que no reportaban siete de cada diez abortos que tuvieron lugar en esas regiones ese año.
Entre el 2 de agosto de 1985 y el 10 de junio de 1987 se registraron siete abortos en la región. En toda España, en el período comprendido entre 1987 y 1995, las regiones donde el embarazo tenía menos probabilidades de terminar en aborto fueron Andalucía, Murcia, Castilla-La Mancha, Extremadura y Navarra. En el período comprendido entre 1987 y 1995, tanto Navarra como Galicia tuvieron algunas de las incidencias de aborto más bajas. Al mismo tiempo, tenían algunas de las tasas de fertilidad más bajas de toda España.
Entre 1990 y 1995, la tasa de embarazo de menores de quince a diecinueve años cayó un cuarenta y cinco por ciento, en un momento en que el promedio nacional bajaba un veinte por ciento. El porcentaje de embarazos de menores adolescentes en la región en 1995 que terminaron en abortos en lugar de nacimientos vivos fue mayor que en 1990.De 1990 a 1995, la proporción de embarazos que terminaron en aborto entre mujeres de entre treinta y treinta y cuatro años fue de alrededor del dos por ciento. Esto fue significativamente menor que el de otros grupos de edad. Para las mujeres de treinta y cinco a treinta y nueve años en el período comprendido entre 1990 y 1995, hubo un aumento en el porcentaje de mujeres que abortaron en proporción a todos los embarazos. La tasa de abortos y embarazos para mujeres de 25 a 29 años en España fue del dos por ciento en 1987, el cinco por ciento en 1990 y el ocho por ciento en 1995. Navarra tenía la tasa más baja a nivel nacional en 1995.
Andalucía, Castilla-La Mancha, Extremadura, Murcia y Navarra registraron a nivel nacional el porcentaje más bajo de embarazos adolescentes que terminaron en aborto en 1995 respecto a los nacidos vivos, con una tasa inferior al cuarenta por ciento.
| Año  | 1.er | 2.º | 3.er | 4.º | Total | Ref    |
| ---- | ---- | --- | ---- | --- | ----- | ------ |
| 1987 | 55   | 62  | 75   | 82  | 274   | [ 76 ] |
| 1988 | 93   | 68  | 68   | 83  | 312   | [ 76 ] |

| CCAA                 | 1987 | 1988  | 1989  | 1990 | Referencia |
| -------------------- | ---- | ----- | ----- | ---- | ---------- |
| España               | 1.99 | 3.07  | 3.56  | 4.29 | [ 77 ]     |
| Andalucía            | 0.31 | 1.80  | 1.75  | 1.21 | [ 77 ]     |
| Aragón               | 0.89 | 1.88  | 2.52  | 4.12 | [ 77 ]     |
| Asturias             | 6.81 | 10.40 | 10.54 | 9.89 | [ 77 ]     |
| Islas Baleares       | 1.16 | 2.88  | 3.67  | 6.56 | [ 77 ]     |
| Islas Canarias       | 1.39 | 0.77  | 1.47  | 3.76 | [ 77 ]     |
| Cantabria            | 3.12 | 6.46  | 6.57  | 6.13 | [ 77 ]     |
| Castilla-La Mancha   | 1.63 | 2.19  | 2.68  | 2.87 | [ 77 ]     |
| Castilla y León      | 2.85 | 5.52  | 5.90  | 5.88 | [ 77 ]     |
| Cataluña             | 0.31 | 0.34  | 0.33  | 5.21 | [ 77 ]     |
| Comunidad Valenciana | 4.14 | 4.53  | 6.51  | 6.63 | [ 77 ]     |
| Extremadura          | 1.10 | 1.59  | 2.04  | 1.66 | [ 77 ]     |
| Galicia              | 0.77 | 1.39  | 1.75  | 2.33 | [ 77 ]     |
| Madrid               | 4.91 | 6.33  | 7.3   | 6.65 | [ 77 ]     |
| Murcia               | 1.29 | 2.15  | 2.65  | 2.76 | [ 77 ]     |
| Navarra              | 2.41 | 2.72  | 2.54  | 1.80 | [ 77 ]     |
| País Vasco           | 1.25 | 2.81  | 3.34  | 2.99 | [ 77 ]     |
| La Rioja             | 1.80 | 2.44  | 3.46  | 3.87 | [ 77 ]     |
| Ceuta y Melilla      | 0.22 | 1.44  | 1.17  | 0.74 | [ 77 ]     |

| CCAA        | Total | Menos de 15 años | 15 a 19 años | 20 a 24 años | 25 a 29 años | 30 a 34 años | 35 a 39 años | 40 to 44 años | Más de 44 años | Ref    |
| ----------- | ----- | ---------------- | ------------ | ------------ | ------------ | ------------ | ------------ | ------------- | -------------- | ------ |
| España      | 37231 | 59               | 4920         | 100009       | 8063         | 6668         | 4982         | 2293          | 237            | [ 78 ] |
| Andalucía   | 1879  | 10               | 297          | 496          | 399          | 345          | 200          | 123           | 9              | [ 78 ] |
| Cataluña    | 6978  | 8                | 966          | 1763         | 1466         | 1294         | 1013         | 432           | 36             | [ 78 ] |
| Extremadura | 400   | 1                | 54           | 123          | 102          | 62           | 53           | 13            | 2              | [ 78 ] |
| Madrid      | 7451  | 7                | 913          | 2064         | 1729         | 1364         | 978          | 446           | 40             | [ 78 ] |
| Navarra     | 210   | 0                | 40           | 66           | 44           | 34           | 19           | 7             | 0              | [ 78 ] |
| País Vasco  | 1485  | 3                | 218          | 475          | 332          | 222          | 155          | 72            | 8              | [ 78 ] |
| La Rioja    | 214   | 0                | 21           | 75           | 47           | 36           | 24           | 10            | 1              | [ 78 ] |

### José María Aznar (1996 – 2004)
Juan Cruz Alli Aranguren, de Navarre Demokraten Elkarguneko, fue presidente en funciones durante parte de 1996, en coalición con el Partido Socialista de Navarra y Eusko Alkartasuna. Unión del Pueblo Navarro regresó al poder en el gobierno regional de 1996 a 2015. De 1996 a 2003 tuvo mayoría absoluta con Miguel Sanz Sesma como presidente regional. De 2003 a 2009, formaron coalición con Nafarroako Demokraten Elkarguneko y Sanz Sesma continuó siendo presidente. De 2009 a 2011, Unión del Pueblo Navarro estuvo nuevamente en el gobierno sin necesidad del apoyo de un socio de coalición.
La Sentencia del Tribunal Superior de Justicia de Navarra, Civil, de 27 de octubre de 2001 dijo que la negligencia médica no puede dar lugar a responsabilidad económica si no se produjo ningún daño como resultado de la actuación médica del reclamante por parte del profesional médico. Este fallo fue motivo de preocupación ya que se relacionaba con los objetores de conciencia en la sanidad pública. Esto fue afirmado más tarde por el Sentencia del Tribunal Supremo, Contencioso-Administrativo, de 26 de febrero de 2004.
En general, ha habido tres excepciones en la legislación nacional que consagran la capacidad de las menores que tienen suficiente madurez para tomar sus propias decisiones médicas; estas excepciones comenzaron a entrar en vigor en 2002, aunque la mayoría en 2004. La primera es cuando se trata de trasplantes de órganos, que incluían la esterilización y las cirugías transexuales. La segunda es en el caso de la participación en ensayos clínicos. La tercera fue poder utilizar técnicas de reproducción asistida. La Ley Foral 11/2002, de 6 de mayo  no incluía establecer esas tres excepciones, y cuando la ley fue modificada con Ley Foral 29/2003, de 4 de abril, estas tres excepciones tampoco fueron incluidas. La Ley Foral 11/2002, de 6 de mayo permitía a menores con madurez suficiente firmar directivas médicas anticipadas, citando específicamente a las menores emancipados y a los adolescentes mayores de dieciséis años como capaces de hacerlo.
En algunas industrias y en algunas regiones en general, han surgido leyes laborales y contextos de negociación colectiva que reconocen la necesidad de crear algunas adaptaciones para las mujeres embarazadas, ya que de lo contrario existiría un riesgo para su salud o la salud de su feto. En 2001 entró en vigor en Navarra uno de esos acuerdos con el Convenio Colectivo del Sector de Lavanderias Industriales de Navarra, Resolución 178/2001. Ese año entró en vigor otro acuerdo similar, el Convenio Colectivo del Sector de Hostelería, Cafés, Bares y Similares de Navarra, Resolución 557/2001. La ley lee en parte: "La mujer trabajadora que desempeña su labor en comedores o cualquier otro puesto de trabajo, tendrá derecho a partir del quinto mes de gestación a ocupar otro puesto de distintas circunstancias de las referidas, más suaves."

#### Estadísticas
No se realizaron procedimientos de IVE en Navarra entre 1988 y 2010 y en 2012. En 2001, Castilla-La Mancha, País Vasco, Extremadura y Navarra registraron el menor número de abortos, con menos del diez por ciento de todos los embarazos que terminaron en interrupción voluntaria del embarazo. En 2001, las menores de Extremadura, Navarra y Murcia eran las que tenían menos probabilidades de solicitar la interrupción voluntaria del embarazo, con menos del 35% de los embarazos en menores que terminaban en aborto. En 2004, Navarra era una de las regiones de España con mayor edad media de mujeres que se convertían en madres primerizas: 31,69 años.
| Región               | Total | Público | Privado | Ref    |
| -------------------- | ----- | ------- | ------- | ------ |
| Andalucía            | 40    | 5       | 35      | [ 82 ] |
| Aragón               | 14    | 1       | 13      | [ 82 ] |
| Asturias             | 2     | 1       | 1       | [ 82 ] |
| Islas Baleares       | 7     | 2       | 5       | [ 82 ] |
| Islas Canarias       | 6     | 2       | 4       | [ 82 ] |
| Cantabria            | 2     | 1       | 1       | [ 82 ] |
| Castilla-La Mancha   | 6     | 2       | 4       | [ 82 ] |
| Castilla y León      | 9     | 2       | 7       | [ 82 ] |
| Cataluña             | 41    | 3       | 38      | [ 82 ] |
| Comunidad Valenciana | 9     | 2       | 7       | [ 82 ] |
| Extremadura          | 3     | 0       | 3       | [ 82 ] |
| Galicia              | 11    | 4       | 7       | [ 82 ] |
| Madrid               | 34    | 9       | 25      | [ 82 ] |
| Murcia               | 3     | 0       | 3       | [ 82 ] |
| Navarra              | 3     | 0       | 3       | [ 82 ] |
| País Vasco           | 11    | 3       | 8       | [ 82 ] |
| La Rioja             | 2     | 1       | 1       | [ 82 ] |
| Ceuta                | 0     | 0       | 0       | [ 82 ] |
| Melilla              | 0     | 0       | 0       | [ 82 ] |
| España               | 203   | 38      | 165     | [ 82 ] |

### José Luis Rodríguez Zapatero (2004 - 2011)
Yolanda Barcina Angulo, miembro de Unión del Pueblo Navarro, fue presidenta de Navarra de 2011 a 2015. Durante 2011 y 2012 su gobierno estuvo en coalición con el Partido Socialista de Navarra. De 2012 a 2015, su partido gobernó con mayoría absoluta. Uxue Barkos Berruezo, de Geroa Bai, fue presidenta regional de 2015 a 2019. Su gobierno estuvo en el poder gracias a una coalición en la que participaron cuatro partidos: el suyo, Euskal Herria Bildu, Podemos Navarra e Izquierda-Ezkerra.
En 2006, las mujeres de La Rioja y Navarra fueron las que más viajaban para abortar en una de las clínicas privadas de Zaragoza. En 2007, especialistas en salud pública como Juan Luís Beltrán Aguirre de la Universidad Pública de Navarra y organismos universitarios afiliados como el Observatorio de Bioética y Derecho de la Universidad de Barcelona comenzaron a intentar involucrar más abiertamente al público y a los políticos sobre la necesidad ética de las instituciones de prestar servicios de IVE a través de instituciones públicas, y no permitir que unos miembros de la sociedad impongan a otros su moral que no esté alineada con la legislación española. Estos académicos y grupos afirmaron que los activistas contra el derecho al aborto estaban imponiendo su moralidad de manera coercitiva, negando a las mujeres su libertad a pesar de que esos activistas no se veían afectados por las decisiones de esas mujeres al forzar el cierre o impedir la apertura de centros de salud públicos, y empujando la atención médica de las mujeres a centros privados.
El Partido Socialista de Navarra, Nafarroa Bai e Izquierda Unida introdujeron en 2007 una legislación para intentar aumentar el acceso al aborto en la región. En julio de 2007, el Defensor del Pueblo regional dijo que investigarían la falta de hospitales públicos que brindaran procedimientos de IVE en la región. Las mujeres navarras en 2010 todavía se veían obligadas por la sanidad pública a viajar a otra región para realizarse un procedimiento de IVE.
La Sanidad foral en Navarra creó formalmente una lista de objetores de conciencia al aborto entre los profesionales de la salud pública con la Ley Foral 16/2010, de 8 de noviembre. Parte del objetivo al crear la lista de objetores era aumentar la velocidad con la que las mujeres podían acceder a los servicios de IVE y al mismo tiempo permitir que los médicos se declararan objetores. En respuesta a ello, medio centenar de miembros del Grupo Parlamentario Popular impugnaron la constitucionalidad de esta orden ante el Tribunal Constitucional el 22 de junio de 2011. Parte de su objeción se basó en que no era función del Estado mantener dicho registro sino el organismo regulador de los profesionales médicos. Su recurso fue estimado sólo parcialmente, anulándose sólo un apartado del artículo 5.

#### Consecuencias de la reforma de 2010
El Congreso de Diputados votó el proyecto de una nueva ley sobre el aborto en septiembre de 2009. Se emitieron 183 votos a favor y 162 en contra. Entre los que votaron a favor se encontraban miembros de varios partidos regionales, incluido Nafarroa Bai.Entre los que votaron en contra estaba Unión del Pueblo Navarro.
Después de que el partido nacional del Partido Popular y el gobierno regional de Navarra presentaran formalmente un recurso ante el Tribunal Constitucional el 1 de julio de 2010 contra la legalidad de la ley, el presidente de la Región de Murcia, Ramón Luis Valcárcel, dijo que la región no seguiría la nueva ley del aborto porque la apelación significaba que no estaba en vigor. Ese mismo día, el portavoz de la Comunidad Foral de Navarra afirmó que la "práctica de los abortos va a seguir siendo igual que antes", lo que significaba que el Gobierno de Navarra seguiría actuando como si la de 1985 fuera la ley vigente y no hubiera sido sustituida por la de 2010.
Un aspecto de la Ley Orgánica 2/2010, que liberalizaba la anterior ley de 1985, fue que permitía que se enseñara salud sexual y reproductiva en las escuelas, y que dicha educación pudiera mencionar el aborto. Navarra implementó dichas directrices en 2016 con el Decreto Foral 103/2016, de 16 de noviembre. El artículo 7 de esta ley mencionaba específicamente lo que se incluye en la educación sexual, con la intención de cumplir con el artículo 9 de la Ley Orgánica 2/2010.
La Orden Foral de Navarra de fecha 3 de agosto de 2010 de la Consejería de Salud de Navarra es una orden reguladora autonómica que establece un comité clínico para abordar los procedimientos de IVE relacionados con anomalías fetales y situaciones en las que el desarrollo fetal no es compatible con la vida fuera del útero. El objetivo del comité era tramitar los recursos presentados sobre decisiones clínicas anteriores para permitir a una mujer someterse a un procedimiento de IVE que había sido rechazado por no cumplir con el artículo 15c de la Ley Orgánica 2/2010.
En respuesta a la ley de 2010, algunas asociaciones médicas profesionales que creían que la competencia de crear una lista de objetores de conciencia les pertenecía a ellos y no a un organismo sanitario regional, crearon grupos, incluido uno en Navarra. Si bien estos grupos pudieron haberlo hecho, a fecha de 2011 no habían presentado ninguna competencia de protección de datos ante la Agencia Española de Protección de Datos.
La ley tuvo un efecto inmediato para las mujeres que solicitaban abortos a través de la salud pública. En julio de 2009, cinco mujeres solicitaron derivación a la Sanidad Pública para procedimientos en la IVE de la Sanidad Pública de Navarra. En julio de 2010, fueron setenta y cinco mujeres las que solicitaron derivaciones desde la salud pública. La Sanidad Pública de Navarra también firmó convenios con clínicas de otras regiones para facilitar los trámites del IVE a sus residentes. Cuarenta y seis tuvieron lugar en la Clínica Askabide de San Sebastián, cuarenta y tres en una clínica de Zaragoza y ocho tuvieron lugar en una clínica de Madrid.
Como parte de los cambios a la ley en 2010, el artículo 14 exigía que las mujeres que deseaban abortar recibieran un sobre cerrado que contenía información sobre las ayudas públicas disponibles durante el embarazo y parto, información sobre derechos laborales durante el embarazo y la maternidad, incluidas prestaciones públicas para el cuidado de los hijos, beneficios fiscales y otra información sobre incentivos relacionados con el parto. También se exigía que se les diera información sobre los centros a los que podían acudir para obtener información sobre anticoncepción y sexo seguro. Por último, se exigía que se les proporcionara información sobre los lugares a los que pueden acudir para obtener asesoramiento y asistencia antes y después de la interrupción del embarazo. A partir de 2021, el sobre entregado a las mujeres en Navarra no incluía información sobre anticoncepción y sexo seguro, ni lugares a los que podían acudir para recibir asesoramiento antes y después de la interrupción del embarazo. La dotación de 2021 en la región no incluía información sobre las prestaciones de maternidad regionales, solo las nacionales. El sobre proporcionado por la región se basaba en uno obsoleto de 2010.

#### Estadísticas
En 2005, para las mujeres residentes en Navarra el motivo citado para los abortos realizados entre el 90 y el 94% fue la salud materna. En 2005, el porcentaje de abortos en la región realizados debido a anomalías fetales fue de más del cinco por ciento. En 2006, treinta y cuatro mujeres menores de edad residentes en la región abortaron. Esto representó el 5,22% de todos los abortos realizados por mujeres que vivían en la región ese año. En 2009, Ceuta, Melilla, Navarra, Galicia, Castilla y León y Extremadura tuvieron el menor número total de abortos realizados entre todas las comunidades autónomas de España.

### Mariano Rajoy (2011 - 2018)
Midepristone fue el método de IVE más utilizado en Navarra en 2014.

#### Estadísticas
Entre 2010 y 2014, el 90,79% de los abortos en Navarra se realizaron a petición de la mujer. En 2011, Ceuta y Melilla tuvieron la tasa de aborto más baja, seguidas de Navarra, Castilla y León, Galicia y Extremadura. Navarra tenía una tasa de alrededor de siete por cada 1.000 mujeres, mientras que las demás que le seguían tenían una tasa de alrededor de 8 por cada 1.000 mujeres. En 2014 se realizaron 7,53 procesos de IVE en la región por cada 1.000 mujeres residentes de 15 a 44 años. La mayoría de las mujeres abortaron en 2014 en la región nacieron en España, lo que supone el 51,83% del total de mujeres navarras que abortaron de un total de 901 abortos.
| CCAA / Edad     | 16 años | 17 años | 18 años | 19 años | ref    |
| --------------- | ------- | ------- | ------- | ------- | ------ |
| Andalucía       | 213     | 400     | 579     | 617     | [ 99 ] |
| Castilla y León | 27      | 54      | 83      | 81      | [ 99 ] |
| Cataluña        | 223     | 319     | 488     | 616     | [ 99 ] |
| Valencia        | 143     | 161     | 258     | 299     | [ 99 ] |
| Madrid          | 188     | 288     | 442     | 502     | [ 99 ] |
| Navarra         | 13      | 25      | 28      | 47      | [ 99 ] |
| País Vasco      | 49      | 66      | 103     | 118     | [ 99 ] |

| Año            | 2022  | 2021  | 2020  | 2019  | 2018  | 2017  | 2016  | 2015  | 2014  | Ref            |
| -------------- | ----- | ----- | ----- | ----- | ----- | ----- | ----- | ----- | ----- | -------------- |
| Navarra        | 9,20  | 8,39  | 7,66  | 8,31  | 7,88  | 7,88  | 8,08  | 8,00  | 7,53  | [ 60 ] [ 100 ] |
| Total (España) | 11,68 | 10,70 | 10,33 | 11,53 | 11,12 | 10,51 | 10,36 | 10,40 | 10,46 | [ 60 ]         |

| Región                    | País Vasco | Castilla y León | Andalucía | Comunidad Valenciana | Madrid | Cataluña | Navarra | ref    |
| ------------------------- | ---------- | --------------- | --------- | -------------------- | ------ | -------- | ------- | ------ |
| Abortos totales           | 3390       | 2615            | 18032     | 8273                 | 16537  | 18181    | 901     | [ 98 ] |
| Europea                   | 2185       | 2236            | 15402     | 6630                 | 9411   | 11790    | 557     | [ 98 ] |
| España                    | 2000       | 1949            | 13504     | 5633                 | 7570   | 10538    | 467     | [ 98 ] |
| Resto de la Unión Europea | 162        | 281             | 1695      | 829                  | 1670   | 975      | 75      | [ 98 ] |
| El resto de Europa        | 23         | 6               | 203       | 168                  | 171    | 277      | 15      | [ 98 ] |
| Africa                    | 283        | 62              | 1047      | 327                  | 684    | 1305     | 45      | [ 98 ] |
| África del Norte          | 118        | 50              | 829       | 253                  | 367    | 970      | 24      | [ 98 ] |
| África Subsahariana       | 165        | 12              | 218       | 74                   | 317    | 335      | 21      | [ 98 ] |
| Resto de África           | 0          | 0               | 0         | 0                    | 0      | 0        | 0       | [ 98 ] |
| Las americas              | 844        | 292             | 1331      | 1100                 | 5681   | 4224     | 280     | [ 98 ] |
| América del norte         | 7          | 3               | 13        | 6                    | 54     | 63       | 2       | [ 98 ] |
| Centroamérica y el Caribe | 185        | 84              | 177       | 106                  | 1100   | 980      | 59      | [ 98 ] |
| Sudamérica                | 652        | 205             | 1140      | 988                  | 4527   | 3181     | 219     | [ 98 ] |
| Resto de las Américas     | 0          | 0               | 1         | 0                    | 0      | 0        | 0       | [ 98 ] |
| Asia                      | 75         | 25              | 251       | 215                  | 761    | 843      | 19      | [ 98 ] |
| Oceania                   | 0          | 0               | 1         | 1                    | 0      | 4        | 0       | [ 98 ] |
| Desconocida               | 3          | 0               | 0         | 0                    | 0      | 15       | 0       | [ 98 ] |

| CCAA                    | Total | País Vasco | Castilla y León | Andalucía | Valencia | Madrid | Cataluña | Navarra | ref    |
| ----------------------- | ----- | ---------- | --------------- | --------- | -------- | ------ | -------- | ------- | ------ |
| Total IVE               | 94796 | 3390       | 2615            | 18032     | 9273     | 16537  | 18181    | 901     | [ 95 ] |
| Dilatación y evacuación | 11073 | 86         | 2274            | 115       | 1102     | 3721   | 610      | 25      | [ 95 ] |
| Dilatación y aspiración | 68074 | 1615       | 518             | 16305     | 5701     | 12185  | 10184    | 533     | [ 95 ] |
| Midepristona            | 15768 | 1665       | 131             | 1102      | 1869     | 173    | 7045     | 314     | [ 95 ] |
| Prostaglandinas         | 13484 | 1375       | 31              | 866       | 957      | 321    | 7146     | 330     | [ 95 ] |
| Otro método/desconocido | 1412  | 43         | 11              | 476       | 207      | 150    | 218      | 7       | [ 95 ] |

### Pedro Sánchez (2018 - Ahora)
Tras las elecciones regionales de 2019, el Partido Socialista de Navarra regresó al poder en la región por primera vez desde 1996. María Victoria Chivite Navascués fue la presidenta de Navarra y su gobierno formó una coalición con Geroa Bai y Podemos Navarra de 2019 a 2023. En 2023, su partido formó un gobierno de coalición con Geroa Bai y Contigo Navarra-Zurekin Nafarroa.

#### Impacto en Navarra de los cambios en las leyes del aborto en España en 2022
En 2022, la enmienda a la ley del aborto permitió específicamente a las regiones con otras lenguas cooficiales ofrecer información a las mujeres en estas lenguas.
El Ministerio de Igualdad envió una carta al gobierno regional en mayo de 2023 para recordarles que los cambios en la ley del aborto en febrero de 2022 implicaban que todos los hospitales públicos debían contar con médicos que estuvieran dispuestos a realizar un aborto y que sus Las unidades de ginecología de estos hospitales no podían contar únicamente con objetores de conciencia. El Ministerio de Igualdad dijo al gobierno regional que, si era necesario, debían contratar médicos que realizaran procedimientos de interrupción voluntaria del embarazo si no hubiera ninguno en plantilla. La ley establecía que se garantizaba a las mujeres el acceso a servicios de aborto hasta la semana catorce en un centro de salud público cercano a su hogar.
Del 2 de marzo de 2022 al 10 de abril de 2022, la asociación católica 40 días para la vida organizó eventos fuera de los centros de salud que realizaron interrupciones voluntarias del embarazo en ciudades de toda España, incluida Pamplona. Lo hicieron a pesar de un cambio en el Código Penal aprobado el 3 de febrero de 2022 que castiga a las personas que acosen a mujeres que buscaban servicios de aborto. El castigo por acosar a las mujeres en esta nueva ley incluye penas de prisión.

#### Estadísticas
En 2019, la tasa de interrupciones voluntarias del embarazo por cada 1.000 mujeres residentes de 15 a 44 años en la región fue de 8,31. El año anterior, en 2018, la tasa fue del 7,88. La media nacional en España en 2019 fue de 11,53 y en 2018 fue de 11,12. En 2021, el 30% de los abortos en la región se realizaron en centros de salud públicos. En 2022, hubo 9,2 interrupciones voluntarias del embarazo por cada 1.000 mujeres en la región. Esto se compara con un promedio nacional de 11,68 por cada 1.000 mujeres. En 2022 se produjeron 113 interrupciones voluntarias del embarazo en mujeres menores de 20 años.